# Четатя (Констанца)
Четатя (рум. Cetatea) — село у повіті Констанца в Румунії. Входить до складу комуни Добромір.
Село розташоване на відстані 150 км на схід від Бухареста, 63 км на захід від Констанци.

## Населення
За даними перепису населення 2002 року у селі проживала 241 особа, усі — румуни. Усі жителі села рідною мовою назвали румунську.